# Receveur des rentes
En France durant l'Ancien régime et au delà, le receveur des rentes est une personne chargée de percevoir les fermages, revenus, loyers, droits seigneuriaux ou banaux etc pour le compte de familles de la noblesse, du clergé, d'institutions ou de personnages très riches.
Ils étaient payés à la remise, c'est-à-dire par un pourcentage, et disposaient d'une procuration spéciale pour les biens concernés. Ils pouvaient également avancer de l'argent ou faire des placements.
Ainsi Jean Paris de Montmartel était receveur des rentes de la Ville de Paris au 18e siècle. Jean-François Bourdonnay du Clézio, d'abord négociant en sardines à Concarneau, était, sous Charles X, receveur des rentes du duc de Rohan à Pontivy. Les receveurs pouvaient également gérer les biens de corporations.
La fonction se maintint jusqu'au XIXe siècle, puis évolua vers le métier d'administrateur de biens.